# Faith (album của George Michael)
Faith là album phòng thu đầu tay của nghệ sĩ thu âm người Anh quốc George Michael, phát hành ngày 30 tháng 10 năm 1987 bởi Columbia Records và Epic Records. Sau những thành công gặt hái dưới vai trò giọng ca chính của bộ đôi nhóm nhạc Wham!, Michael thể hiện mong muốn với thành viên còn lại Andrew Ridgeley về việc tan rã nhóm để phát triển sự nghiệp hát đơn, sau nhiều năm âm nhạc của họ bị cho là chỉ phù hợp với khán giả vị thành viên và không có giá trị nghệ thuật. Một quyết định đã được đưa ra rằng nhóm sẽ giải thể sau khi kết thúc buổi diễn tại Sân vận động Wembley với tên gọi Wham: The Final. Khác với âm nhạc mang hơi hướng bubblegum pop xuyên suốt sự nghiệp của Wham!, Faith là sự thể nghiệm của Michael qua nhiều thể loại âm nhạc khác nhau, như pop, funk, R&B, synthpop và soul, trong đó ông viết lời và sản xuất cho tất cả những bài hát từ bản thu âm, ngoại trừ "Look at Your Hands" được đồng viết lời bởi David Austin. Ngoài ra, album còn giới thiệu sự thay đổi trong giọng hát và phong cách trình diễn của Michael, bên cạnh nội dung lời bài hát tập trung khai thác những khía cạnh nội tâm trong cuộc sống của ông.
Sau khi phát hành, Faith nhận được những ý kiến tích cực từ các nhà phê bình âm nhạc, trong đó họ đánh giá cao sự đổi mới trong âm nhạc của Michael và quá trình sản xuất nó, cũng như sự táo bạo trong chủ đề những bài hát từ bản thu âm. Ngoài ra, nó còn gặt hái nhiều giải thưởng và đề cử tại những lễ trao giải lớn, bao gồm chiến thắng một giải Grammy cho Album của năm tại lễ trao giải thường niên lần thứ 31 cũng như một đề cử tại giải Brit năm 1988 cho Album Anh quốc của năm. Về mặt thương mại, Faith ngay lập tức trở nên phổ biến sau khi phát hành và tiếp nhận những thành công vượt trội, đứng đầu các bảng xếp hạng ở Canada, Hà Lan, Tây Ban Nha và Vương quốc Anh, và lọt vào top 10 ở hầu hết những quốc gia nó xuất hiện, bao gồm vươn đến top 5 ở những thị trường lớn như Úc, Áo, Phần Lan, Pháp, Đức, Ý, New Zealand, Na Uy, Thụy Điển và Thụy Sĩ. Tại Hoa Kỳ, album đạt vị trí số một trên bảng xếp hạng Billboard 200 và trụ vững trong 12 tuần không liên tiếp, trở thành album đầu tiên và duy nhất của Michael làm được điều này, đồng thời là album bán chạy nhất năm 1988 tại đây.
Sáu đĩa đơn đã được phát hành từ Faith, trong đó bao gồm bốn đĩa đơn quán quân trên bảng xếp hạng Billboard Hot 100: "Faith", "Father Figure", "One More Try" và "Monkey", giúp Michael trở nên nghệ sĩ đầu tiên trong lịch sử có bốn đĩa đơn số một từ album đầu tay. Những đĩa đơn còn lại cũng gặt hái những thành công đáng kể, trong đó đĩa đơn đầu tiên "I Want Your Sex" lọt vào top 5 ở nhiều quốc gia trên thế giới và "Kissing a Fool" vươn đến top 5 ở Hoa Kỳ, trong khi "Hard Day" chỉ được phát hành giới hạn. Để quảng bá cho Faith, nam ca sĩ tiến hành thực hiện chuyến lưu diễn hát đơn đầu tay The Faith Tour, bao gồm 109 buổi diễn và đi qua 19 quốc gia khác nhau. Với thành công từ album, Michael đã vươn lên trở thành ngôi sao quốc tế cũng như là một trong những nghệ sĩ thành công nhất của thập niên 1980. Faith được xếp ở vị trí thứ 472 trong danh sách 500 Album vĩ đại nhất mọi thời đại của Rolling Stones, và những video cho những đĩa đơn cũng giúp Michael được trao giải thưởng Thành tựu Video của MTV. Tính đến nay, album đã bán được 20 triệu bản trên toàn cầu, trở thành một trong những album bán chạy nhất mọi thời đại.

## Danh sách bài hát
Tất cả lời bài hát được viết bởi George Michael ngoại trừ ghi chú; tất cả nhạc phẩm được soạn bởi George Michael.
| Mặt 1 | Mặt 1                           | Mặt 1      |
| STT   | Nhan đề                         | Thời lượng |
| ----- | ------------------------------- | ---------- |
| 1.    | "Faith"                         | 3:16       |
| 2.    | "Father Figure"                 | 5:36       |
| 3.    | "I Want Your Sex" (Parts 1 & 2) | 9:17       |
| 4.    | "One More Try"                  | 5:50       |

| Mặt 2 | Mặt 2                | Mặt 2                 | Mặt 2      |
| STT   | Nhan đề              | Sáng tác              | Thời lượng |
| ----- | -------------------- | --------------------- | ---------- |
| 5.    | "Hard Day"           |                       | 4:48       |
| 6.    | "Hand to Mouth"      |                       | 4:36       |
| 7.    | "Look at Your Hands" | Michael, David Austin | 4:37       |
| 8.    | "Monkey"             |                       | 5:06       |
| 9.    | "Kissing a Fool"     |                       | 4:35       |

| Track bổ sung bản CD và cassette | Track bổ sung bản CD và cassette          | Track bổ sung bản CD và cassette |
| STT                              | Nhan đề                                   | Thời lượng                       |
| -------------------------------- | ----------------------------------------- | -------------------------------- |
| 10.                              | "Hard Day" (Shep Pettibone phối lại)      | 6:29                             |
| 11.                              | "A Last Request (I Want Your Sex Part 3)" | 3:48                             |

Ghi chú
- Trong phần chú thích của album, "I Want Your Sex" được liệt kê như "I Want Your Sex (Monogamy Mix)", trong khi những phần khác của bài hát lần lượt được liệt kê như "Rhythm One: Lust" và "Rhythm Two: Brass in Love".

## Xếp hạng
| Bảng xếp hạng (1987-2011)                | Vị trí cao nhất |
| ---------------------------------------- | --------------- |
| Úc (Kent Music Report)                   | 3               |
| Album Áo (Ö3 Austria)                    | 3               |
| Album Bỉ (Ultratop Vlaanderen)           | 33              |
| Album Bỉ (Ultratop Wallonie)             | 24              |
| Canada (RPM)                             | 1               |
| Album Hà Lan (Album Top 100)             | 1               |
| Châu Âu (Music & Media)                  | 1               |
| Album Phần Lan (Suomen virallinen lista) | 1               |
| Pháp (IFOP)                              | 5               |
| Đức (Offizielle Top 100)                 | 3               |
| Ý (Sorrisi & Canzoni)                    | 2               |
| Nhật Bản (Oricon)                        | 11              |
| Album New Zealand (RMNZ)                 | 3               |
| Album Na Uy (VG-lista)                   | 3               |
| Tây Ban Nha (AFYVE)                      | 1               |
| Album Thụy Điển (Sverigetopplistan)      | 4               |
| Album Thụy Sĩ (Schweizer Hitparade)      | 4               |
| Album Anh Quốc (OCC)                     | 1               |
| Album Hoa Kỳ Billboard 200               | 1               |
| Album Hoa Kỳ Top R&B/Hip-Hop (Billboard) | 1               |

| Bảng xếp hạng (1980–1989)           | Vị trí |
| ----------------------------------- | ------ |
| Austrian Albums (Ö3 Austria Top 40) | 43     |

| Bảng xếp hạng (1987)                  | Vị trí |
| ------------------------------------- | ------ |
| Australian Albums (Kent Music Report) | 73     |
| Canada (RPM)                          | 65     |
| Dutch Albums (MegaCharts)             | 25     |
| French Albums (IFOP)                  | 7      |
| Italian Albums (Sorrisi & Canzoni)    | 20     |
| UK Albums (OCC)                       | 25     |
| Bảng xếp hạng (1988)                  | Vị trí |
| Australian Albums (ARIA)              | 11     |
| Austrian Albums (Ö3 Austria)          | 8      |
| Dutch Albums (MegaCharts)             | 14     |
| European Albums (Music & Media)       | 7      |
| German Albums (Offizielle Top 100)    | 14     |
| New Zealand (RMNZ)                    | 12     |
| Spanish Albums (PROMUSICAE)           | 2      |
| Swiss Albums (Schweizer Hitparade)    | 12     |
| UK Albums (OCC)                       | 37     |
| US Billboard 200                      | 1      |
| US Top R&B/Hip-Hop Albums (Billboard) | 3      |
| Bảng xếp hạng (1989)                  | Vị trí |
| Canada (RPM)                          | 78     |
| European Albums (Music & Media)       | 18     |
| US Billboard 200                      | 43     |

| Bảng xếp hạng    | Vị trí |
| ---------------- | ------ |
| US Billboard 200 | 81     |

## Chứng nhận
| Quốc gia                                                                           | Chứng nhận  | Số đơn vị/doanh số chứng nhận |
| ---------------------------------------------------------------------------------- | ----------- | ----------------------------- |
| Argentina (CAPIF)                                                                  | Bạch kim    | 60.000^                       |
| Úc (ARIA)                                                                          | 5× Bạch kim | 350.000^                      |
| Canada (Music Canada)                                                              | Kim cương   | 1.000.000^                    |
| Đan Mạch (IFPI Đan Mạch)                                                           | Bạch kim    | 20.000‡                       |
| Pháp (SNEP)                                                                        | 2× Bạch kim | 669,600                       |
| Đức (BVMI)                                                                         | Vàng        | 250.000^                      |
| Hồng Kông (IFPI Hồng Kông)                                                         | Vàng        | 10.000*                       |
| Nhật Bản (RIAJ)                                                                    | —           | 450,000                       |
| Hà Lan (NVPI)                                                                      | Bạch kim    | 100.000^                      |
| New Zealand (RMNZ)                                                                 | Bạch kim    | 15.000^                       |
| Na Uy (IFPI)                                                                       | Bạch kim    | 50.000*                       |
| Tây Ban Nha (PROMUSICAE)                                                           | 2× Bạch kim | 200.000^                      |
| Thụy Điển (GLF)                                                                    | Vàng        | 50.000^                       |
| Thụy Sĩ (IFPI)                                                                     | 2× Bạch kim | 100.000^                      |
| Anh Quốc (BPI)                                                                     | 4× Bạch kim | 1,300,000                     |
| Hoa Kỳ (RIAA)                                                                      | Kim cương   | 10.000.000^                   |
| * Chứng nhận dựa theo doanh số tiêu thụ. ^ Chứng nhận dựa theo doanh số nhập hàng. |             |                               |